# ローザ・サルキシャン
ローザ・ヴォロディミリヴナ・サルキシャン（ウクライナ語: Роза Володимирівна Саркісян、1987年1月20日 - ）は、ウクライナの演出家、キュレーター。
第一ウクライナ児童青少年劇場芸術監督などを歴任した。

## 来歴
1987年1月20日、ソビエト連邦に属するアゼルバイジャン・ソビエト社会主義共和国ナゴルノ・カラバフ自治州ステパナケルト（現在のアゼルバイジャン共和国）で生まれる。ハルキウ大学を2012年に卒業した。
2012年にハルキウでデー・ファクトー劇場 (2012-2017) を創設し、ブリギッテ・シュヴァイガー作『はい、総統』などを演出した。2013年にはモスクワのロシア青少年劇場やウドムルトのウドムルトロシア演劇劇場で演出をした。
2017年から2019年までリヴィウの第一ウクライナ児童青少年劇場の芸術監督をつとめた。リヴィウではポーランドのドラマトゥルクであるヨアンナ・ウィホフスカと『素敵な、素敵な、素敵な時』を制作した。
2018年にはキーウのアクトル劇場でサラ・ケインの『4.48サイコシス』を上演した。2020年にはリヴィウのレーシャ・ウクライーンカ劇場でウィリアム・シェイクスピアの『マクベス』を演出した。新型コロナウイルス感染症の流行中にはオンラインで作品の初演を実施した。2020年にシェイクスピアの『ハムレット』とハイナー・ミュラーの『ハムレットマシーン』からヒントを得て、役者たちの実人生に基づく劇作品『H-effect』を制作し、オンライン上演を行った。2021年には若者や障害のある役者とともに作品制作を行った。

## 評価
ユーロマイダンやロシアとの紛争に揺れるウクライナ社会において「演劇の役割にまつわる文化的想定に挑戦する」作品を作っている演出家であると評価されている。

## 受賞
2017年にはポーランド共和国文化・国家遺産の奨学金を受けた。同年、ウクライナでイギリス演劇を上演する演出家を対象とするブリティッシュ・カウンシルのプログラムである「テイキング・ザ・ステージ」の受賞者となった。2018年にはウクライナ大統領芸術奨学金を受けた。